# Harriet Shaw Weaver
Harriet Shaw Weaver (1 de septiembre de 1876 — 14 de octubre de 1961) fue feminista, sufragista, activista política y editora de la revista The Egoist. Es conocida sobre todo por haber sido mecenas de James Joyce.
Nació en Frodsham (Cheshire), hija de Frederic Poynton Weaver, médico de ese distrito, y de Mary Wright, rica heredera. Fue educada en casa por una institutriz, al principio en Cheshire y luego en Hampstead. Sus padres se negaron a permitir que ingresara en la universidad, como era su deseo, ante lo que decidió dedicarse al trabajo social. Después de asistir en la London School of Economics a un curso sobre los fundamentos económicos de las relaciones sociales, se implicó en el movimiento sufragista y se unió a la Women's Social and Political Union. Su progresismo ideológico contrastaba sin embargo con su extremo distanciamiento en las relaciones sociales. Solo toleraba ser llamada Miss Weaver, incluso por personas cercanas, y sus modales y forma de vestir eran excesivamente formales
En 1911 se suscribió como lectora a Freewoman, un semanario feminista editado por Dora Marsden y Mary Gawthorpe. Al año siguiente, los propietarios de la publicación decidieron abandonar, y Weaver intervino para salvarla de la quiebra. En 1913 la revista cambió dos veces de nombre, pasando primero a llamarse The New Freewoman y luego —siguiendo la sugerencia de Ezra Pound— The Egoist. En los años siguientes Weaver aportó más dinero, se implicó cada vez más en la gestión, y acabó convirtiéndose en editora de la revista. Ellmann hace notar que se ocupaba absolutamente de todo, desde los detalles más nimios hasta la responsabilidad pública, y que su eficiencia en la gestión del semanario asombró a todos, tal vez porque  habían prejuzgado que una dama de su talante no podría tener éxito en esa labor.
Ezra Pound participaba en la revista y se ocupaba de buscar nuevos colaboradores. Uno de los que propuso fue James Joyce. Weaver     descubrió inmediatamente su genio, y empezó a apoyarlo publicando por entregas en 1914 en The Egoist el Retrato del artista adolescente. Continuó ayudándolo, llegando a financiar la creación de una editorial (The Egoist Press) para publicar el Retrato como libro. Volvió a ofrecer las páginas de la revista para publicar por entregas Ulises, pero las controversias suscitadas por esta obra asustaron a los impresores británicos, y ninguno quiso que saliera de sus prensas; eso no la arredró, y se las arregló para imprimir el Ulises en el extranjero. Weaver continuó dando apoyo a Joyce y a su familia, pero desde que leyó los primeros textos de Work in progress (Obra en curso, título inicial de Finnegans Wake, mientras se estaba escribiendo) su rechazo fue tan firme como había sido hasta entonces su apoyo, lo que tensó su relación con Joyce, hasta llegar prácticamente a la ruptura. No obstante, a la muerte del escritor, en 1941,  fue su albacea literaria.
En 1931 Weaver se afilió al Partido Laborista. En 1938, influenciada por la lectura de El Capital de Marx, entró en el Partido Comunista. Fue una militante activa, que participaba en manifestaciones y en la venta de ejemplares del Daily Worker. Mantuvo también su compromiso con la memoria de Joyce, actuando como su albacea literario, y ayudando a compilar su correspondencia en The Letters of James Joyce. Murió en 1961 en su casa,  cercana a Saffron Walden (localidad del condado de Essex), legando su archivo y biblioteca a la Biblioteca Británica y a la National Book League.